# 长距舌唇兰
长距舌唇兰（学名：Platanthera longicalcarata）为兰科舌唇兰属下的一个种。

## 扩展阅读
- 維基物種上的相關：长距舌唇兰